# Hứa Đạt Triết
Hứa Đạt Triết (tiếng Trung: 许达哲, bính âm: Xǔ Dá Zhé), sinh tháng 9 năm 1956, một người Hán, Chính khách nước Cộng hòa Nhân dân Trung Hoa. Ông nguyên là Bí thư Tỉnh ủy tỉnh Hồ Nam; Phó Bí thư Tỉnh ủy Hồ Nam, Tỉnh trưởng Chính phủ Nhân dân tỉnh Hồ Nam, Ủy viên Ủy ban Trung ương Đảng Cộng sản Trung Quốc khóa XIX. Ông từng là Bí thư Đảng ủy, Chủ tịch Tập đoàn Khoa học và Công nghiệp Hàng không vũ trụ Trung Quốc, Cục trưởng Cục Vũ trụ Quốc gia Trung Quốc, Thứ trưởng Bộ Công nghiệp và Công nghệ thông tin Trung Quốc.
Hứa Đạt Triết gia nhập Đảng Cộng sản Trung Quốc năm 1982, là Thạc sĩ Kỹ thuật, Kỹ sư cao cấp.

## Xuất thân và giáo dục
Hứa Đạt Triết sinh tháng 9 năm 1956, sinh ra tại tỉnh lị Nam Xương, tỉnh Giang Tây. Quê quán tại huyện cấp thị Lưu Dương, tỉnh lị Trường Sa, Hồ Nam. Từ tháng 3 năm 1978 đến tháng 12 năm 1984, ông học ngành cơ khí tại Khoa Cơ khí thuộc Đại học Công nghiệp Cáp Nhĩ Tân. Ông tốt nghiệp cử nhân, Thạc sĩ Kỹ thuật, Kỹ sư cao cấp ở trường này. Ông được kết nạp Đảng Cộng sản Trung Quốc vào tháng 1 năm 1982.

## Sự nghiệp

### Thời kỳ đầu
Năm 1984, ông được tuyển dụng làm việc tại Bộ Công nghiệp Hàng không vũ trụ, cơ quan này nay được chia thành nhiều tổ chức khác. Hứa Đạt Triết làm việc nhiều năm tại Viện nghiên cứu Công nghệ thiết kế Trung Quốc, từng là lãnh đạo dự án, Phó Viện trưởng Viện Nghiên cứu, Viện trưởng Viện nghiên cứu Công nghệ thiết kế Trung Quốc. Phó Viện trưởng, Viện trưởng Viện Phát triển, Phó Viện trưởng, Viện trưởng Viện Lắp ráp tên lửa, Phó Bí thư Đảng ủy.

#### Hàng không vũ trụ
Trong tháng 11 năm 2001, ông giữ cương vị Phó Tổng Giám đốc Tập đoàn Khoa học và Công nghiệp Hàng không vũ trụ Trung Quốc. Vào tháng 6 năm 2007, ông giữ cương vị Tổng Giám đốc Tập đoàn Khoa học và Công nghiệp Hàng không vũ trụ Trung Quốc. Vào tháng 4 năm 2013, ông được bổ nhiệm làm Chủ tịch và Bí thư Đảng ủy của Tập đoàn Khoa học và Công nghiệp Hàng không vũ trụ Trung Quốc.
Tháng 12 năm 2013, ông giữ chức Thứ trưởng Bộ Công nghiệp và Công nghệ thông tin Trung Quốc, Phó Bí thư Đảng ủy, Cục trưởng Cục Vũ trụ Quốc gia Trung Quốc, Chủ nhiệm Cơ quan Năng lượng Nguyên tử Quốc gia Trung Quốc, Cục trưởng Cục Công nghiệp Khoa học và Công nghệ Quốc phòng Trung Quốc.

#### Hồ Nam
Tháng 8 năm 2016, ông được điều chuyển về Hồ Nam, giữ vị trí Thường vụ Tỉnh ủy, Phó Bí thư Tỉnh ủy. Vào ngày 05 tháng 9 năm 2016, ông giữ chức Phó Tỉnh trưởng và Quyền Tỉnh trưởng Chính phủ Nhân dân tỉnh Hồ Nam. Vào ngày 05 tháng 12 năm 2016, ông được bầu làm Tỉnh trưởng Chính phủ Nhân dân tỉnh Hồ Nam. Năm 2012, ông được bầu làm Ủy viên Ủy ban Trung ương Đảng Cộng sản Trung Quốc khóa XVIII.
Vào tháng 10 năm 2017, ông được bầu làm Ủy viên Ủy ban Trung ương Đảng Cộng sản Trung Quốc khóa XIX tại Đại hội Đảng Cộng sản Trung Quốc lần thứ 19.  Tháng 11 năm 2020, ông được bổ nhiệm làm Bí thư Tỉnh ủy tỉnh Hồ Nam, lãnh đạo tỉnh trong thời gian tương đối ngắn cho đến tháng 10 năm 2021, ông nghỉ hưu ở độ tuổi 65.